# وو وی (نقاش)

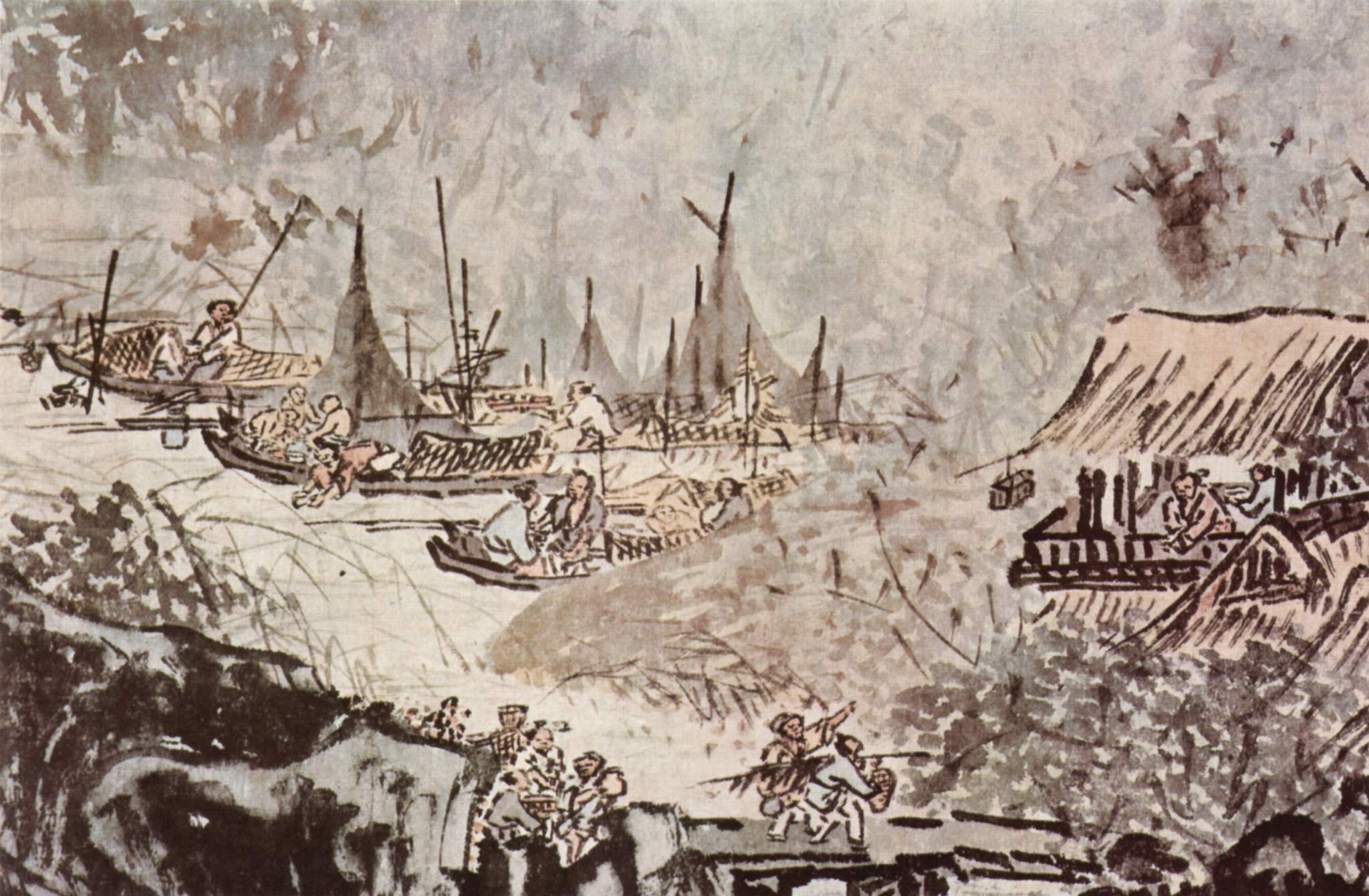
جشن در دهکدهٔ ماهیگیری اثر وو وی

وو وی (چینی ساده: 吴伟، چینی سنتی: 吳偉، پین‌یین: Wú Wěi) (زادهٔ ۱۴۵۹ - درگذشتهٔ ۱۵۰۸) نقاش منظرهٔ چینی در دوران سلسلهٔ مینگ بود.

## زندگینامه
وو وی در حدود سال ۱۴۵۹ میلادی در ووچانگ واقع در استان هوبی امروزی زاده شد. مهارت او در کشیدن نقاشی‌هایی از مناظر و انسان‌ها بود و سبکی روان، قوی و آزاد داشت. وو وی شاگردان زیادی نیز تربیت کرد و در سال ۱۵۰۸ میلادی درگذشت.